# Txaikovski (Perm)
Txaikovski (en rus: Чайковский) és una ciutat de Rússia, es troba al territori de Perm. El 2023 tenia 75.324 habitants. Es troba en una península formada pel riu Kama a l'oest i el seu afluent, el Saigatka, a l'est, a 325 km al sud-oest de Perm.

## Història
Txaikovski fou fundada el 1955. Rebé l'estatus d'assentament urbà el 1956 i el de ciutat el 1962, esdevenint el centre administratiu de la regió. Fou batejada amb el nom del compositor rus Txaikovski en honor de la seva memòria, qui nasqué a la vila veïna de Vótkinsk, a 35 km al nord.